# کنتاکی (جاسک)
کنتاکی یا کنتگی، روستایی در دهستان گابریک بخش مرکزی شهرستان جاسک در استان هرمزگان ایران است.

## جمعیت
بر پایه سرشماری عمومی نفوس و مسکن در سال ۱۳۹۵، جمعیت این روستا برابر با ۲۴۵ نفر (۶۲ خانوار) بوده‌است.